# SoftEther VPN
SoftEther VPN은 자유 오픈 소스, 크로스 플랫폼, 멀티 프로토콜 VPN 클라이언트이자 VPN 서버 소프트웨어의 하나로, 쓰쿠바 대학의 노보리 다이유의 박사 논문 연구의 일환으로서 개발되었다. SSL VPN, L2TP/IPsec, 오픈VPN, 마이크로소프트 시큐어 소켓 터널링 프로토콜과 같은 VPN 프로토콜들이 하나의 VPN 서버에서 제공된다. 2014년 1월 4일 GNU 일반 공중 사용권 라이선스를 사용하여 출시되었다.

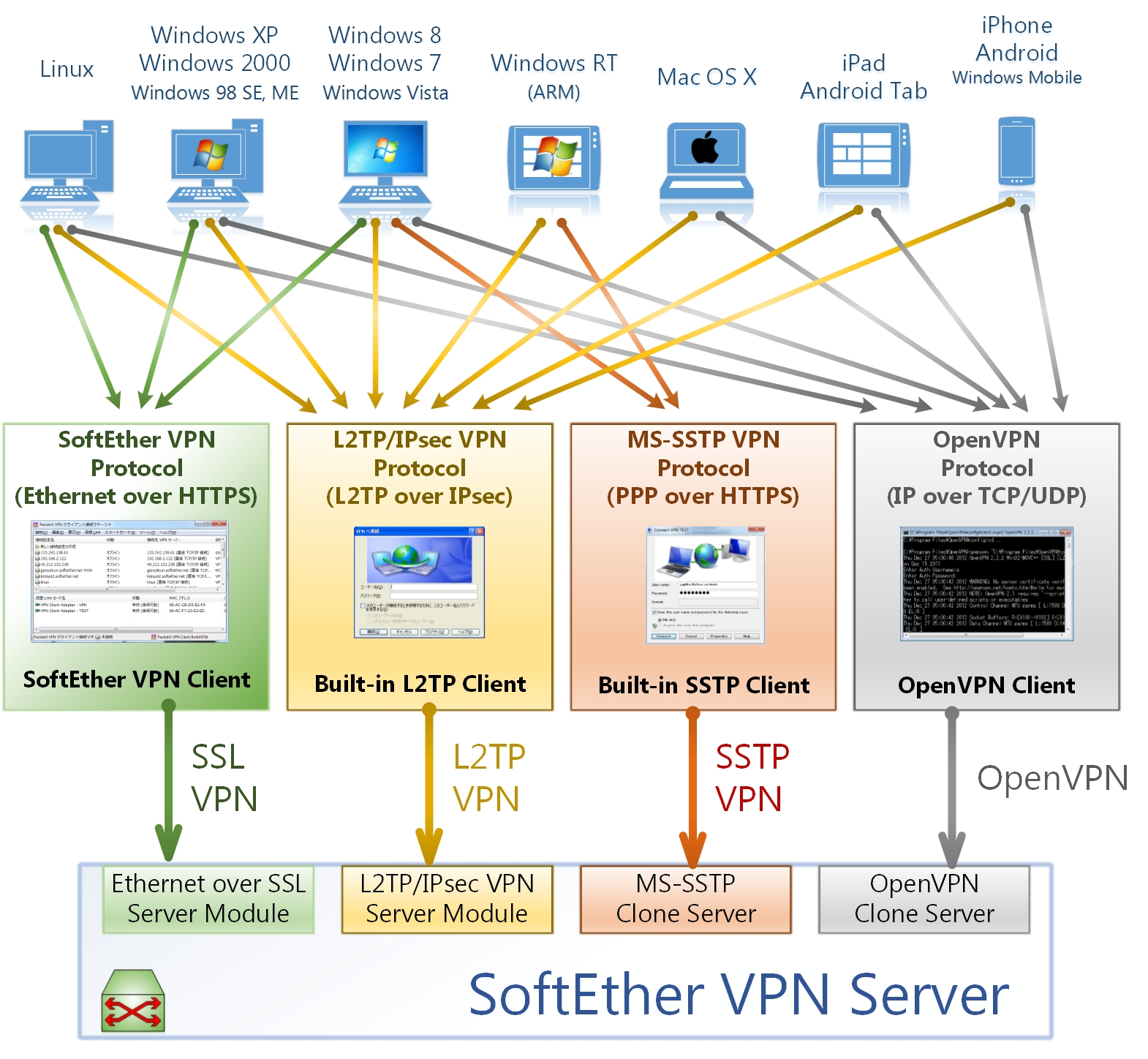
SoftEther VPN 서버 구조

SoftEther VPN은 NAT traversal을 지원함으로써 가정용 게이트웨이, 기업용 라우터, 방화벽 뒤의 컴퓨터 상에 VPN 서버를 구동하기 유용하게 만들어준다. 심층 패킷 검사를 수행하는 방화벽들은 SoftEther의 VPN 트랜스포트 패킷을 VPN 터널로 감지할 수 없는데, 그 까닭은 HTTPS를 사용하여 이 연결을 은폐하기 때문이다.
SoftEther VPN은 풀 이더넷 프레임 활용을 사용하고 메모리 복사 작업을 감소시키며, 병렬 전송, 클러스터링을 사용함으로써 성능을 최적화한다. 이와 더불어 스루풋을 증가시키면서 VPN 연결에 일반적으로 관련된 레이턴시를 줄인다.

## 상호 운용성
SoftEther VPN 서버와 VPN 브리지는 마이크로소프트 윈도우, 리눅스, 최대 OS X 마운틴 라이언까지의 macOS, FreeBSD, 솔라리스 운영 체제에서 실행된다. SoftEther VPN 클라이언트는 마이크로소프트 윈도우, 리눅스, macOS에서 실행된다.
SoftEther VPN 서버는 SoftEther VPN 프로토콜을 서비스하지만 오픈VPN, 마이크로소프트 시큐어 소켓 터널링 프로토콜(SSTP), SSL VPN, EtherIP, L2TPv3, IPsec도 서비스한다. iOS, 안드로이드, 윈도우 폰(L2TP/IPsec 경유)을 실행하는 모바일 장치도 지원한다.
다른 VPN 프로토콜을 지원하는 VPN 클라이언트와 엔드포인트도 사용할 수 있다. 여기에는 시스코, 주니퍼, 링크시스(DD-WRT와 함께), 아수스 등 수많은 라우터들이 포함된다.

## 같이 보기
- 오픈VPN - 오픈 소스 VPN 프로그램